# さだめのように川は流れる
「さだめのように川は流れる」（さだめのようにかわはながれる）は、1971年4月25日に発売された杏真理子のデビュー・シングル。

## 解説
- 作詞家の阿久悠は、1971年当時〝作品というものは、特異なものの方が普遍的なものより価値あるものだと思っていた[1]。誰にも親しまれる歌よりは、誰かを戦慄させるものの方が上だと信じていた〟という[1]。阿久が応援演説するなど “頑張った” 価値がありNTV紅白歌のベストテン今月の歌推せんコーナーで選ばれるなど評論家の支持を集めた[1]ものの、同時期にデビューした小柳ルミ子のヒットに埋もれ、売上は2.8万枚、オリコン60位にとどまった。

- 久世光彦は後に、阿久悠作品集である『移りゆく時代、唇に詩』[2]に寄せたエッセイの中で次のように記している。「さだめのように川は流れる」は怖かった。あの歌が聴こえてくると、私は日暮れの墓地の真ん中に一人とり残されたように怖かった。振り返っても、振り返っても、後ろから尾いてくる歌だった。[1]

- 阿久は「第二回横溝正史賞」を受賞した小説『殺人狂時代ユリエ』でも、キイ〔ママ〕になる歌として本作の詞を用いている[1]。

- 本作は後年、森進一[3]や研ナオコ[4]によってカヴァーされている。

## 収録曲
- 両楽曲共に、編曲：馬飼野俊一

1. さだめのように川は流れる（3分2秒）
作詞：阿久悠／作曲：彩木雅夫
2. 涙の空に虹が出る（3分29秒）
作詞：島村葉二／作曲：馬飼野俊一

## 備考
- いずれもト短調。

- オリジナルの杏真理子音源は1971年録音・発表にもかかわらず、何故かISRCでは1972年録音となっている（JPCO07209640）[5]。

- 2017年2月22日に杏真理子の歌唱音源の全てが『杏真理子 コンプリートシングルズ+』としてCD化された時、本作のオリジナル・カラオケ音源が収録された[6]。そのカラオケ音源のISRCも1972年とされている（JPCO07209649）[5]。

- 「さだめのように川は流れる」のJASRAC作品コードは、036-3084-6。出版者は音楽出版ジュンアンドケイとミュージックキャップトーキョー[7]。

- 「涙の空に虹が出る」のJASRAC作品コードは、120-9756-0。出版者は「さだめのように…」と同一である[7]。
- 映画「やくざ刑事 俺たちに墓はない」挿入歌。貴重な本人歌唱シーンも有る。